# Gábor Erős
Gábor Erős (ur. 1 lipca 1980 w Várpalocie) – węgierski piłkarz grający na pozycji ofensywnego lub środkowego pomocnika i trener piłkarski. Obecnie pełni funkcję asystenta trenera w klubie Kisvárda FC.

## Kariera klubowa
Jako piłkarz grał w ETO Győr, Budapest Honvéd, Pécsi MFC, Ferencvárosi TC, APS Panthrakikos, AO Ionikos, Pirsos Grewenon, Łokomotiw Płowdiw, Doksa Dramas, Gyirmót FC, Kisvárda FC oraz Mándok VSE. 

## Kariera reprezentacyjna
W roku 2000 rozegrał 5 spotkań w reprezentacji Węgier do lat 21. prowadzonej przez Imrego Gellei'a.

## Kariera trenerska
Karierę trenerską rozpoczął 10 listopada 2021, kiedy po zwolnieniu João'a Janeiry został tymczasowym trenerem Kisvárdy FC. 24 grudnia 2021 ogłoszono, że pozostanie pierwszym trenerem klubu. Na stanowisku pierwszego trenera pozostał do czerwca 2022 roku. 28 czerwca został oficjalnie zastąpiony przez László Töröka, a sam Erős został asystentem pierwszego trenera.